# Lasiococca symphyllifolia
Lasiococca symphyllifolia là một loài thực vật có hoa trong họ Đại kích. Loài này được (Kurz) Hook.f. mô tả khoa học đầu tiên năm 1887.